# شهرداری بوگووینژ
شهرداری بوگووینژ (به لاتین: Bogovinje Municipality) یک منطقهٔ مسکونی در مقدونیه شمالی است که در مقدونیه شمالی واقع شده‌است. شهرداری بوگووینژ ۲۸٬۹۹۷ نفر جمعیت دارد.